# Academia Warrington

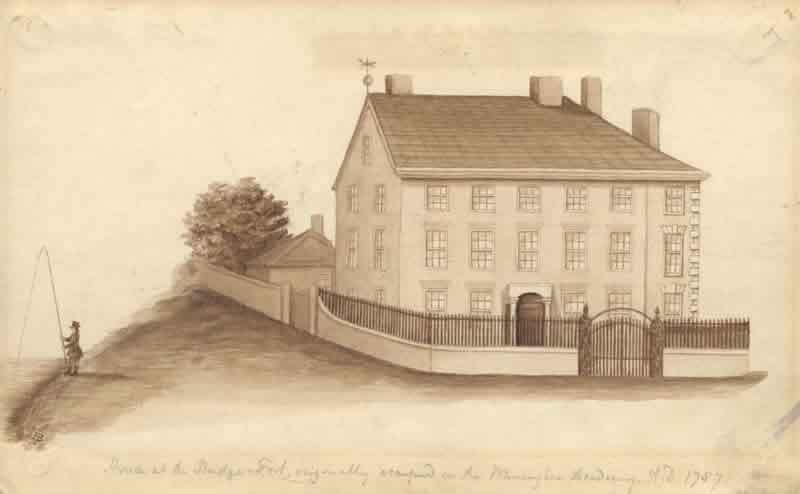
Esbozo de la academia.

La Academia Warrington fue una de las primeras escuelas para disidentes ingleses, ubicada en Warrington, Cheshire, Inglaterra. Funcionó desde 1756 hasta 1786, y dio pie a la creación de la Academia Mánchester.
Las personas asociadas con la Academia incluyen a:
- Anna Laetitia Barbauld
- John Goodricke
- Thomas Malthus
- Thomas Percival
- Joseph Priestley